# Lista de presidentes da Etiópia
A seguir a lista dos presidentes da Etiópia desde o fim da monarquia, em 1974 até a atualidade.
Desde a criação do cargo, ao todo seis pessoas ocuparam a presidência. Atualmente o chefe de Estado é Taye Atske Seto. Ele foi eleito por um colégio eleitoral da Assembleia Parlamentar Federal.

## Presidentes da Etiópia (1974–presente)
| №                                                        | Retrato            | Nome                                                      | Mandato                | Mandato                              | Partido            | Eleição            |
| Dergue (1974-1987)                                       | Dergue (1974-1987) | Dergue (1974-1987)                                        | Dergue (1974-1987)     | Dergue (1974-1987)                   | Dergue (1974-1987) | Dergue (1974-1987) |
| -------------------------------------------------------- | ------------------ | --------------------------------------------------------- | ---------------------- | ------------------------------------ | ------------------ | ------------------ |
| -                                                        |                    | Aman Andom (Chefe de Estado em exercício) (1924-1974)     | 12 de setembro de 1974 | 17 de novembro de 1974 (Renunciou)   | Militar            | —                  |
| -                                                        |                    | Mengistu Haile Mariam (Chefe de Estado Interino) (n.1937) | 17 de novembro de 1974 | 28 de novembro de 1974               | Militar            | —                  |
| -                                                        |                    | Tafari Benti (1921-1977)                                  | 28 de novembro de 1974 | 3 de fevereiro de 1977 (Assassinado) | Militar            | —                  |
| -                                                        |                    | Mengistu Haile Mariam (n.1937)                            | 3 de fevereiro de 1977 | 10 de setembro de 1987               | Militar COPWE WPE  | —                  |
| República Democrática Popular da Etiópia (1987-1991)     |                    |                                                           |                        |                                      |                    |                    |
| 1                                                        |                    | Mengistu Haile Mariam (n.1937)                            | 10 de setembro de 1987 | 21 de maio de 1991 (Renunciou)       | WPE                | 1987               |
| -                                                        |                    | Tesfaye Gebre Kidan (Interino) (1935-2004)                | 21 de maio de 1991     | 27 de maio de 1991                   | WPE                | —                  |
| Governo de Transição da Etiópia (1991-1995)              |                    |                                                           |                        |                                      |                    |                    |
|                                                          |                    | Meles Zenawi (Interino) (1955-2012)                       | 28 de maio de 1991     | 22 de agosto de 1995                 | TPLF (EPRDF)       | —                  |
| República Federal Democrática da Etiópia (1995-presente) |                    |                                                           |                        |                                      |                    |                    |
| 2                                                        |                    | Negasso Gidada (1943-2019)                                | 22 de agosto de 1995   | 8 de outubro de 2001                 | ODP (EPRDF)        | 1995               |
| 3                                                        |                    | Girma Wolde-Giorgis (1923-2018)                           | 8 de outubro de 2001   | 7 de outubro de 2013                 | Independente       | 2001 2007          |
| 4                                                        |                    | Mulatu Teshome (n.1957)                                   | 7 de outubro de 2013   | 25 de outubro de 2018                | ODP (EPRDF)        | 2013               |
| 5                                                        |                    | Sahle-Work Zewde (n.1950)                                 | 25 de outubro de 2018  | 7 de outubro de 2024                 | Independente       | 2018               |
| 6                                                        |                    | Taye Atske Selassie (n.1956)                              | 7 de outubro de 2024   | presente                             | Independente       | 2024               |